# Saxifraga chumbiensis
Saxifraga chumbiensis är en stenbräckeväxtart som beskrevs av Adolf Engler och Irmsch.. Saxifraga chumbiensis ingår i Bräckesläktet som ingår i familjen stenbräckeväxter. Inga underarter finns listade i Catalogue of Life.